# Lista do Patrimônio Mundial no Equador
A Organização das Nações Unidas para a Educação, a Ciência e a Cultura (UNESCO) propôs um plano de proteção aos bens culturais do mundo, através do Comité sobre a Proteção do Património Mundial Cultural e Natural, aprovado em 1972. Esta é uma lista do Patrimônio Mundial existente no Equador, especificamente classificada pela UNESCO e elaborada de acordo com dez principais critérios cujos pontos são julgados por especialistas na área. O Equador, que atualmente ocupa uma região de efervescência cultural e política na era pré-colombiana influenciada principalmente pela expansão do Império Inca, ratificou a convenção em 16 de junho de 1975, tornando seus locais históricos elegíveis para inclusão na lista.
Ilhas Galápagos e a Cidade de Quito - respectivamente um bem natural e um bem cultural de alta relevância - foram os primeiros sítios do Equador inscritos na Lista do Patrimônio Mundial, na ocasião da 1ª sessão do Comitê do Patrimônio Mundial, realizada em Washington, D.C., em 1978. Desde a mais recente inclusão em 2014, o Equador abriga 5 sítios listados como Patrimônio Mundial, sendo 3 de interesse cultural e 2 deles de interesse natural.

## Bens culturais e naturais
O Equador conta atualmente com os seguintes sítios declarados como Patrimônio Mundial pela UNESCO:
| | Ilhas Galápagos |
| Bem natural inscrito em 1978, com extensão em 2001. |                 |
| Localização: Galápagos |                 |
| Situados no Pacífico, a cerca de mil quilômetros do subcontinente sul-americano, estas distintas ilhas de origem vulcânica e sua reserva marinha são um museu e laboratório sobreviventes da evolução, únicos no mundo. As ilhas estão situadas na confluência de três correntes oceânicas e concentram uma grande variedade de espécies marinhas. Sua atividade sísmica e vulcânica ilustra os processos de sua formação geológica. Tais processos, somados ao extremo isolamento do arquipélago, deram origem ao desenvolvimento de uma singular fauna com espécies como a iguana terrestre, a tartaruga gigante e inúmeras espécies de tentilhões, cujo estudo inspirou Darwin a teoria da evolução por seleção natural, após sua viagem a essas ilhas em 1835. (UNESCO/BPI) |                 |

| | Cidade de Quito |
| Bem cultural inscrito em 1978. |                 |
| Localização: Pichincha |                 |
| Fundada no século XVI nas ruínas de uma antiga cidade inca empoleirada a uma altitude de 2.850 metros, a capital do Equador tem o centro histórico mais bem preservado e menos alterado de toda a América Latina, apesar do terremoto que a abalou em 1917. Suntuosamente ornamentados no interior, os mosteiros de São Francisco e Santo Domingo, bem como a igreja e a escola da Companhia de Jesus, são um exemplo da arte da escola barroca de Quito, na qual as influências estéticas espanhola, italiana, mudejar, flamenga e indígena se fundem. (UNESCO/BPI) |                 |

| | Parque Nacional Sangay |
| Bem natural inscrito em 1983. |                        |
| Localização: Morona Santiago/Chimborazo/Tungurahua |                        |
| Este parque de extraordinária beleza natural tem dois vulcões ativos e tem toda a gama vertical de ecossistemas, desde florestas tropicais úmidas até geleiras. Suas paisagens oferecem contrastes marcantes entre picos cobertos de neve e selvas simples. Por outro lado, seu isolamento facilita a proteção de espécies ameaçadas que a povoam, como a anta da montanha e o condor dos Andes. (UNESCO/BPI) |                        |

| | Centro Histórico de Santa Ana de los Ríos de Cuenca |
| Bem cultural inscrito em 1999. |                                                     |
| Localização: Azuay |                                                     |
| Santa Ana de los Ríos de Cuenca está aninhada em um vale na cordilheira dos Andes, no sul do Equador. Esta cidade colonial "interior" – que hoje é a terceira maior do país – foi fundada em 1557, seguindo as rígidas regulamentações urbanas promulgadas trinta anos antes pelo imperador Carlos V. O traçado urbano da cidade continua de acordo com o plano ortogonal estabelecido há 400 anos. Cuenca é agora um centro agrícola e administrativo regional, onde a população local tem se misturado com sucessivas gerações de imigrantes. A maioria de seus edifícios data do século XVIII, mas a arquitetura urbana se modernizou com a prosperidade econômica da qual a cidade se beneficiou no século XIX, quando se tornou um grande centro de exportação de chapéus de quinino, jipijapa e outros produtos. (UNESCO/BPI) |                                                     |

| | Qhapaq Ñan, Caminhos Incas |
| Bem cultural inscrito em 2014. |                            |
| Localização: Nariño |                            |
| Este bem é compartilhado com Argentina, Bolívia, Chile, Colômbia e Peru. |                            |
| Constitui uma vasta rede viária de cerca de 30.000 quilômetros construída ao longo de vários séculos pelos incas - aproveitando em parte infraestruturas pré-incaicas já existentes - visando facilitar a comunicação, o transporte e o comércio e também com finalidade defensiva. Este extraordinário sistema de estradas se estende por uma das zonas geográficas mais contrastantes do mundo, desde os picos nevados dos Andes que se erguem a mais de 6.000 metros de altitude até a Costa do Pacífico, passando por florestas tropicais úmidas, vales férteis e desertos absolutos. (UNESCO/BPI) |                            |

## Lista Indicativa
Em adição aos sítios inscritos na Lista do Patrimônio Mundial, os Estados-membros podem manter uma lista de sítios que pretendam nomear para a Lista de Patrimônio Mundial, sendo somente aceitas as candidaturas de locais que já constarem desta lista. Desde 2016, o Equador possui 5 locais na sua Lista Indicativa.
| “ | Floresta petrificada, incluindo fósseis como amonitas, trilobitas e florestas petrificadas, datando de 70 milhões de anos de BP, e cobrindo uma extensão de pelo menos 2568 hectares. Está localizada no sul do Equador e sob a jurisdição das províncias de El Oro e Loja. | ” |

| “ | O Parque Nacional Machalilla foi criado em julho de 1979 por um decreto governamental. Está localizado na costa central do Equador, província de Manabí e é considerado uma das mais belas áreas rurais da costa. Uma grande extensão do parque é coberta com floresta primária do tipo floresta tropical seca. Da mesma forma, vários sítios arqueológicos, pertencentes principalmente à Cultura Manteno, podem ser encontrados dentro dos limites do parque. Os locais arqueológicos mais evidentes são Ilha de La Plata, Ilha de Salango, La Playita, Puerto López, Agua Blanca e Los Frailes. O sítio tem, portanto, recursos naturais e culturais. | ” |

| “ | A Ferrovia Transandina é uma ferrovia única, de bitola estreita (106,7 cm), 450 km de comprimento, construída a partir de 1873 e, com o apoio decidido da Revolução Liberal liderada por Eloy Alfaro, concluída e inaugurada em 1908, atravessando cinco províncias nas Terras Altas e Costa do Equador, com zonas climáticas amplamente variadas, incluindo florestas primárias. Situada dentro de uma complexa geografia atravessando diferentes ecossistemas, desde as planícies costeiras até os cumes elevados dos Andes, a ferrovia une e integra duas das regiões geográficas mais importantes do país. Por várias décadas, foi o motor fundamental para o desenvolvimento econômico, social e político e para o intercâmbio cultural. | ” |

| “ | Os vestígios materiais da cultura Mayo Chinchipe Marañón demonstram o desenvolvimento de uma sociedade há 5.500 anos, vivendo no ambiente mega-comunizador da Região Amazônica, interagindo com ela e usando seus recursos de forma ideal, atingindo altos níveis de simbolismo. Eles também realizaram intercâmbio com culturas em regiões costeiras do Equador atual, como mostrado pelo uso das conchas de Spondylus e Strombus de lá. | ” |

| “ | A cidade de Zaruma está localizada nas encostas dos Andes Ocidentais, a 1.200 metros acima do nível do mar, em meio a terrenos acidentados com encostas íngremes que sobem de 500 a 3.500 metros de altura em apenas 20 quilômetros. | ” |